# Torstrasse
Torstrasse, tysk stavning: Torstraße, är en omkring två kilometer lång huvudgata i centrala Berlin, belägen vid gränsen mellan stadsdelarna Mitte och Prenzlauer Berg i norra delen av den historiska innerstaden. Gatan uppstod ursprungligen som en förbindelseväg på utsidan av Berlins tullmur (idag riven), från stadsporten Oranienburger Tor vid den nuvarande korsningen med Friedrichstrasse/Chausseestrasse i väster, via Rosenthaler Tor och Schönhauser Tor till Prenzlauer Tor vid korsningen med Karl-Liebknecht-Strasse/Prenzlauer Allee i öster.

## Kända byggnader
- Kaufhaus Jonaß, nr 1
- Kaffee Burger

## Kända invånare
Till personer som under en period bott vid Torstrasse räknas industrialisten August Borsig och den senare förbundspresidenten Theodor Heuss (bosatt här 1903 till 1905).